# Krámpack
 (mai 2024).
Le contenu est difficilement compréhensible vu les erreurs de traduction, qui sont peut-être dues à l'utilisation d'un logiciel de traduction automatique.
Pour plus de détails, voir Fiche technique et Distribution.
Krámpack est un film en catalan de Cesc Gay, sorti en 2000, interdit aux moins de 12 ans en France. Son scénario repose sur le drame théâtral éponyme du dramaturge et acteur catalan Jordi Sánchez. 
Krámpack est également le nom de la compagnie d'acteurs dont fait partie Sànchez.

## Synopsis
Le film parle du passage de l'adolescence à l'âge adulte avec la découverte de la sexualité, et en particulier de l'homosexualité. Nico est invité dans le sud de l'Espagne chez son meilleur ami Dani pour passer les vacances. Les deux adolescents de dix-sept ans passent leur temps à la plage, dans des bars, tout en discutant sans cesse sur ce qui les taraude : le sexe. Nico essaye de draguer la jolie Elena, alors que Dani ne semble pas s'intéresser aux filles. Il se rend compte qu'il est amoureux de Nico et se tourmente de ce désir qu'il sait non réciproque. Dani est déprimé et se promène en ville, lorsqu'il rencontre un homme dont il a fait connaissance la veille par hasard. Après le repas et une promenade en bateau, le garçon lui propose une relation sexuelle, mais finalement il s'enfuit pris de peur et retourne voir Nico. Les vacances se terminent et Nico retourne chez ses parents à Barcelone.

## Fiche technique
- Titre original : Krámpack
- Réalisation : Cesc Gay
- Scénario : Tomás Aragay et Cesc Gay
- Production :  Marta Esteban et Gerardo Herrero
- Musique : Joan Díaz et Riqui Sabates
- Image : Andreu Rebés
- Montage : Frank Gutiérrez
- Décors :  Llorenç Miquel et Aintza Serra
- Date de sortie : 16 juin 2000 (4 avril 2001 en France)
- Durée : 96 min

## Distribution
- Fernando Ramallo : Dani
- Jordi Vilches : Nico
- Marieta Orozco : Elena
- Esther Nubiola : Berta
- Chisco Amado : Julian
- Ana Gracia : Sonia
- Myriam Mézières : Marianne
- Mingo Ràfols : Arturo
- Pau Durà : Mario
- Eduardo González : Serveur
- Gaelle Poulavec : Chica
- Jesús Garay : Padre de Dani
- Eloi Yebra : Manu
- Jordi Sánchez

## Autour du film
Le tournage du film a eu lieu dans la ville catalane de Castelldefels et en divers endroits de la comarque du Garraf.
Le film a obtenu le Prix spécial de la Jeunesse à Cannes en 2000.

## Prix et récompenses
- Festival du film de Bogota, « Argent » du Silver Precolumbian Circle
- Festival du film international de Bratislava, sélectionné pour le Grand Prix
- Butaca Awards, meilleur film catalan (2000), ex aequo avec El Mar
- Festival international du film de Chicago, prix FIPRESCI 2000 « pour son traitement sensible et précis de la sexualité des adolescents » (ex aequo avec Nichiyobi wa owaranai)
- GLAAD Media Awards (nommé en 2002)
- Festival du film de Hambourg, Golden Tesafilm Roll
- Festival gay et lesbien de Miami, Special Jury Award
- Festival du film espagnol de Málaga